# Patrick McHenry
Patrick Timothy McHenry (Gastonia, 1975. október 22. –) amerikai politikus, 2005 és 2025 között Észak-Karolina képviselője, 2023-ban néhány hétig a Képviselőház megbízott házelnöke volt. A Republikánus Párt tagja, korábban Észak-Karolina Képviselőházának tagja.
McHenry a Republikánus Párt helyettes whipje volt 2014 és 2019 között, 2019 és 2023 között pedig a Pénzügyi Bizottság tagja, 2023 és 2025 között elnöke. Kevin McCarthy távozása után, mint házelnök, őt nevezték ki megbízott, pro tempore elnöknek.